# Cymothoe lucida
Cymothoe lucida är en fjärilsart som beskrevs av Frans G.Overlaet 1952. Cymothoe lucida ingår i släktet Cymothoe och familjen praktfjärilar. Inga underarter finns listade i Catalogue of Life.